# Französische Dreiband-Meisterschaft
Die Französische Dreiband-Meisterschaft ist eine Turnierserie zur Ermittlung des Französischen Meisters in der Karambolagedisziplin Dreiband. Sie wird seit 1922 ausgetragen und findet jährlich statt. Ausrichter ist der französische Billard-Dachverband Fédération Française de Billard (FFB). Der Sieger ist automatisch zur Teilnahme an den Dreiband-Europameisterschaften berechtigt. Richard Bitalis ist mit 11 Goldmedaillen der erfolgreichste Spieler, den Rekord im Generaldurchschnitt (GD) hält Jérémy Bury mit 1,786 (2011).

## Turnierstatistik

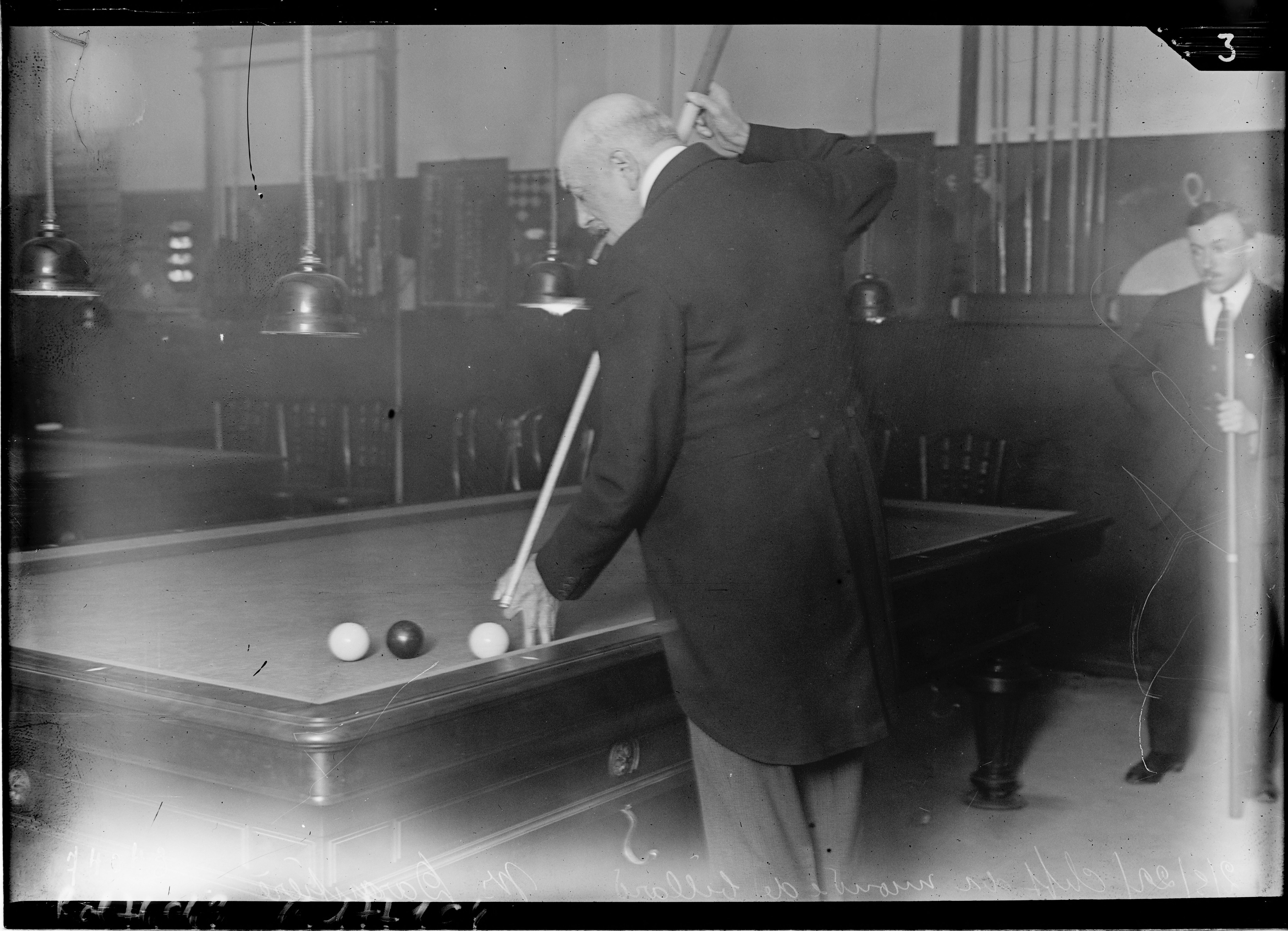
Charles Darantière, der erste französische Meister

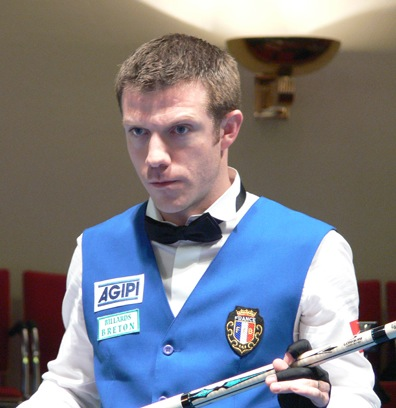
Jérémy Bury – Rekordhalter im GD

Auflistung der Sieger. Die Nachkriegsdaten sind unbekannt. Die geklammerten Zahlen hinter den Spielernamen geben die Anzahl der Siege an.
| Jahr                            | Ort        | Sieger                 | GD    |
| ------------------------------- | ---------- | ---------------------- | ----- |
| 1922                            | Paris      | Charles Darantière (1) | 0,456 |
| 1923                            | Paris      | Charles Darantière (2) | 0,590 |
| 1924                            | Paris      | Van Minden (1)         | 0,471 |
| 1925                            | Paris      | Briday (1)             | 0,535 |
| 1926                            | Paris      | Charles Darantière (3) | 0,397 |
| 1927                            | Paris      | Jacques Davin (1)      | 0,465 |
| 1928                            | Paris      | Jacques Davin (2)      | 0,503 |
| 1929                            | Paris      | Charles Guillemin (1)  | 0,470 |
| 1930                            | Paris      | J. Lelièvre (1)        | 0,566 |
| 1931                            | Paris      | Jean De Gasparin (1)   | 0,470 |
| 1932                            | Paris      | Jacques Davin (3)      | 0,596 |
| 1933                            | Paris      | Jacques Davin (4)      | 0,572 |
| 1934                            | Marseille  | Jean Albert (1)        | 0,649 |
| 1935                            | Paris      | Alfred Lagache (1)     | 0,732 |
| 1936                            | Paris      | Alfred Lagache (2)     | 0,649 |
| 1937                            | Paris      | Alfred Lagache (3)     | -     |
| 1938                            | Paris      | Marcel Lacroix (1)     | 0,610 |
| 1939                            | Paris      | Robert Hazard (1)      | 0,537 |
| 1940–1945 Keine Meisterschaften |            |                        |       |
| 1946                            | Paris      | Alfred Lagache (4)     | 0,782 |
| 1947                            | Marseille  | Roger Hanoun (1)       | 0,753 |
| 1948                            | ?          | ?                      | ?     |
| 1949                            | ?          | ?                      | ?     |
| 1950                            | ?          | ?                      | ?     |
| 1951                            | ?          | ?                      | ?     |
| 1952                            | ?          | ?                      | ?     |
| 1953                            | ?          | ?                      | ?     |
| 1954                            | ?          | ?                      | ?     |
| 1955                            | ?          | ?                      | ?     |
| 1956                            | ?          | ?                      | ?     |
| 1957                            | ?          | ?                      | ?     |
| 1958                            | ?          | ?                      | ?     |
| 1959                            | ?          | Bernard Siguret (1)    | 0,856 |
| 1960                            | Paris      | Roger Hanoun (2)       | 1,025 |
| 1961                            | Bordeaux   | Bernard Siguret (2)    | 0,846 |
| 1962                            | Le Havre   | Roger Hanoun (3)       | 0,921 |
| 1963                            | Angoulême  | Albert Lasserre (1)    | 0,858 |
| 1964                            | Marseille  | Roger Hanoun (4)       | 0,826 |
| 1965                            | Arras      | Roger Hanoun (5)       | 1,052 |
| 1966                            | Périgueux  | Roger Hanoun (6)       | 0,906 |
| 1967                            | Paris      | Roger Hanoun (7)       | 0,897 |
| 1968                            | Lyon       | Roger Hanoun (8)       | 0,884 |
| 1969                            | Ablon      | Jean Marty (1)         | 0,954 |
| 1970                            | Crosne     | Roland Dufetelle (1)   | 0,925 |
| 1971                            | Bellegarde | Roland Dufetelle (2)   | 0,918 |
| 1972                            | Crosne     | Albert Lasserre (2)    | 0,836 |
| 1973                            | Straßburg  | Roland Dufetelle (3)   | 0,987 |

| Jahr | Ort                   | Sieger                   | GD    |
| ---- | --------------------- | ------------------------ | ----- |
| 1974 | Paris                 | Albert Lasserre (3)      | 0,985 |
| 1975 | Paris                 | Richard Bitalis (1)      | 0,978 |
| 1976 | Toulouse              | Roland Dufetelle (4)     | 1,082 |
| 1977 | Paris                 | Richard Bitalis (2)      | 1,115 |
| 1978 | Bordeaux              | Richard Bitalis (3)      | 1,029 |
| 1979 | Saint-Maur-des-Fossés | Egidio Vierat (1)        | 0,947 |
| 1980 | Lyon                  | Egidio Vierat (2)        | 1,079 |
| 1981 | Vichy                 | Egidio Vierat (3)        | 1,108 |
| 1982 | Argenteuil            | Richard Bitalis (4)      | 1,111 |
| 1983 | Bergerac              | Egidio Vierat (4)        | 1,027 |
| 1984 | Cannes                | Egidio Vierat (5)        | 0,980 |
| 1985 | Blagnac               | Jean Marty (2)           | 1,079 |
| 1986 | Chartres              | Richard Bitalis (5)      | 1,088 |
| 1987 | Lyon                  | Albert Lasserre (4)      | 1,087 |
| 1988 | Marseille             | Jean Marty (3)           | 1,138 |
| 1989 | Rouen                 | Richard Bitalis (6)      | 1,250 |
| 1990 | Saint-Étienne         | Richard Bitalis (7)      | 1,097 |
| 1991 | Remiremont            | Richard Bitalis (8)      | 1,422 |
| 1992 | Bruay-sur-l’Escaut    | Richard Bitalis (9)      | 1,569 |
| 1993 | Istres                | Francis Connesson (1)    | 1,137 |
| 1994 | Chartres              | Jean-Michel Vidal (1)    | 1,079 |
| 1995 | Erstein               | Francis Connesson (2)    | 1,013 |
| 1996 | Saint-Quentin         | Francis Connesson (3)    | 1,098 |
| 1997 | Angers                | Richard Bitalis (10)     | 1,397 |
| 1998 | Belfort               | Jean Reverchon (1)       | 0,943 |
| 1999 | Forges-les-Eaux       | Jean-Christophe Roux (1) | 1,632 |
| 2000 | Crépy-en-Valois       | Francis Connesson (4)    | 1,088 |
| 2001 | Andernos-les-Bains    | Marc Boingnères (1)      | 1,083 |
| 2002 | La Rochelle           | Jean-Christophe Roux (2) | 1,189 |
| 2003 | Sisteron              | Jérémy Bury (1)          | 1,066 |
| 2004 | Troyes                | Francis Connesson (5)    | 1,268 |
| 2005 | Rodez                 | Richard Bitalis (11)     | 1,319 |
| 2006 | Laxou                 | Jérémy Bury (2)          | 1,553 |
| 2007 | Faches-Thumesnil      | Jean-Christophe Roux (3) | 1,333 |
| 2008 | Courbevoie            | Jérémy Bury (3)          | 1,444 |
| 2009 | Palavas-les-Flots     | Jean-Christophe Roux (4) | 1,279 |
| 2010 | Castres               | Jean-Christophe Roux (5) | 1,437 |
| 2011 | Schiltigheim          | Jérémy Bury (4)          | 1,786 |
| 2012 | Ozoir-la-Ferrière     | Jérôme Barbeillon (1)    | 1,142 |
| 2013 | Saint-Maur-des-Fossés | Jérémy Bury (5)          | 1,748 |
| 2014 | Ronchin               | Jean-Christophe Roux (6) | 1,360 |
| 2015 | Évian-les-Bains       | Jérémy Bury (6)          | 1,686 |
| 2016 | Saint-Maur-des-Fossés | Jérôme Barbeillon (2)    | 1,370 |
| 2017 | Ronchin               | Jérémy Bury (7)          | 1,307 |
| 2018 | Saint-Raphaël         | Jérémy Bury (8)          | 1,764 |
| 2019 | Les Herbiers          | Jérémy Bury (9)          | 1,579 |
| 2022 | Rouen                 | Jérémy Bury (10)         | 1,569 |
| 2023 | Blois                 | Jérémy Bury (11)         | 1,433 |

aktueller Rekord im GD
Quellen: